# Bắc Chu Vũ Đế
Chu Vũ Đế (chữ Hán: 周武帝; 543 - 21 tháng 6, 578) là Hoàng đế thứ ba của nhà Bắc Chu thời Nam Bắc triều trong lịch sử Trung Quốc. Ông trị vì từ năm 560 – 578, tổng cộng 18 năm.
Kế vị sau 2 người anh là Bắc Chu Hiếu Mẫn Đế Vũ Văn Giác và Bắc Chu Minh Đế Vũ Văn Dục. Ông được nhiếp chính bởi Vũ Văn Hộ, một người trong hoàng tộc và có thế lực lớn. Năm 572, ông lật đổ Vũ Văn Hộ và giành lại chính quyền từ tay mình, phát triển quân sự, trở thành vị Hoàng đế đã có cống hiến rất lớn cho sự nghiệp thống nhất Trung Quốc sau nhiều thế kỷ chia cắt từ thời Ngũ Hồ thập lục quốc bắt đầu năm 304.
Cái chết đột ngột của ông vào năm 578 khiến giấc mộng thống nhất Trung Nguyên còn dang dở, và người con Vũ Văn Uân nối ngôi, tức Chu Tuyên Đế. Dưới thời gian của Chu Tuyên Đế, chính quyền Bắc Chu bị Dương Kiên kiểm soát. Và chỉ trong vòng 4 năm sau khi Vũ Đế qua đời, nhà Bắc Chu bị Dương Kiên soán vị, thành lập nhà Tùy.

## Tiểu sử
Bắc Chu Vũ Đế tên thật là Vũ Văn Ung (宇文邕), biệt danh Nễ La Đột (禰羅突), là con trai thứ tư của Vũ Văn Thái, một quyền thần thời Tây Ngụy. Mẹ ông là Sát Nô thị, người Tiên Ti, khi đó là thiếp của Vũ Văn Thái. Ông được sinh ra vào năm 543, dưới thời Tây Ngụy, lúc đó cha ông Vũ Văn Thái đang nhậm chức ở Đồng Châu (同州; nay là Vị Nam, Thiểm Tây). Ông được đánh giá thông minh mẫn tiệp, hiểu biết lễ nghĩa. Năm 554, ông được Tây Ngụy Phế Đế Nguyên Khâm phong làm Phụ Thành quận công (辅城郡公).
Sau khi Vũ Văn Thái qua đời, người em họ Vũ Văn Hộ chấp chưởng quyền lực của dòng họ Vũ Văn, đã ép Tây Ngụy Cung Đế Nguyên Khuếch thiện nhượng cho anh trai ông là Vũ Văn Giác, tức Hiếu Mẫn Đế, lập ra nhà Bắc Chu. Tuy vậy, Vũ Văn Giác không dùng Hoàng hiệu Hoàng đế mà tự xưng là Thiên vương (天王). Vũ Văn Ung được phong làm Phụ Thành quận vương, lĩnh chức Đại tướng quân, ra trấn giữ Đồng Châu.
Tuy Hiếu Mẫn Đế lên ngôi, nhưng Vũ Văn Hộ vẫn độc bá triều đình, điều khiển chính sự. Khi Hiếu Mẫn Đế âm mưu đảo chính, đoạt quyền từ tay người anh họ, Vũ Văn Hộ đã phế bỏ ông và ép phải tự sát. Sau đó, Vũ Văn Hộ tiếp tục lập người con trai khác của Vũ Văn Thái là Vũ Văn Dục lên ngôi, tức Chu Minh Đế.
Vũ Văn Ung được phong làm Đại tư không, tước vị Lỗ quốc công (鲁国公), rất được Minh Đế tín nhiệm, thường hay cho bàn việc quan trọng. Khi nghị chính, Vũ Văn Ung rất kiệm lời trong việc bàn bạc, tuy nhiên ông được Minh Đế nhận xét: "Người này tuy không thường nói, nhưng hễ khi nói ắt là luôn chính xác".
Năm 559, Vũ Văn Hộ trao trả quyền lực kiểm soát triều chính cho Minh Đế, nhưng vẫn nắm quyền lực quân đội trong tay mình. Năm sau, nhận thấy mục đích diệt trừ mình của Minh Đế, Vũ Văn Hộ ngầm sai hộ quan Lý An (李安) hạ độc vào trong thức ăn của Minh Đế. Trước lúc chết, do nhận thấy các con trai của mình còn quá nhỏ tuổi mà thế lực trong triều của Vũ Văn Hộ đã vô cùng lớn mạnh, nên Minh Đế đã quyết định chọn em mình làm người kế vị. Quyền lực triều chính lại quay về trong tay Vũ Văn Hộ.

## Diệt quyền thần
Năm 560, sau khi giết Minh Đế, Vũ Văn Hộ phò tá đưa Vũ Văn Ung lên ngôi. Suốt 12 năm, Chu Vũ Đế khiêm nhường không tỏ ra chống đối Vũ Văn Hộ. Ông ta yên tâm Vũ Đế là người dễ điều khiển.
Lên ngôi được 1 năm, Chu Vũ Đế bèn hạ lệnh: "Phàm là việc lớn đều do Vũ Văn Hộ quyết định, sau đó mới tấu lên". Vài năm sau, tiếp tục lại hạ lệnh: "Đại trủng Tể Tấn quốc công (tức Vũ Văn Hộ) đức cao vọng trọng, từ nay về sau tất cả các văn thư (bao gồm cả chiếu thư của hoàng thượng) đều chỉ có thể xưng chức vị hoặc tước vị chứ không được xưng tên". Đối với việc Vũ Văn Hộ có số vệ binh đông hơn Hoàng đế, Vũ Văn Hộ lạm dụng quyền lực của mình tàn hại trung lương, trọng dụng gian tà, cho đến việc con cháu Hộ bạo ngược, Ung đều nhất loạt không động tới.
Đầu năm 572, Vũ Đế quyết định dùng kế giết Hộ. Vốn Sát Nô Thái hậu hay uống rượu, Vũ Đế làm bài văn khuyên Thái hậu bỏ rượu và nhờ Hộ vào đọc hộ để thuyết phục mẹ. Một mặt, ông sắp sẵn phục binh trong cung Thái hậu. Vũ Văn Hộ không biết là kế lừa, bèn nhận lời. Khi vào trước mặt Thái hậu, Hộ quỳ xuống, cầm bài văn dõng dạc đọc. Trong lúc Hộ đang đọc thì Vũ Đế lấy cái hốt đánh mạnh vào đầu Hộ khiến Hộ ngã xuống bất tỉnh. Quân phục của Vũ Đế xông vào giết chết Hộ.
Kế đó, ông tiêu diệt phe cánh của Hộ và giành lại quyền lực. Vũ Đế phân chia lại quyền lực trong triều. Vũ Đế lập con mình là Lộ công Vũ Văn Uân làm Thái tử, đồng thời ra lệnh ân xá.

## Chính sách
Mùa thu năm 562, ngay trong thời Vũ Văn Hộ thao túng quyền hành, Vũ Đế đã bắt đầu cấp lương bổng cho các quý tộc dựa vào tước vị của mỗi người. Đầu năm 563, ông cho ban hành bộ Hình thư mới có 25 chương do Thác Bạt Địa soạn thảo, trong đó các tội hình sự chia làm 25 mục.
Các lực lượng quân sự của phủ binh được nhập vào lực lượng quân đội và dưới sự chỉ huy trực tiếp của quan chức triều đình. Các chính sách cũ bị bãi bỏ. Người Hán có thể gia nhập quân đội và người phi Hán tộc cũng có thể trở thành nông dân.
Nhà Bắc Chu quy định mỗi hộ gia đình mỗi năm nộp 3 đấu lương, con trai 18 tuổi thành đinh, mỗi năm đi phu 1 tháng. Dựa vào cải cách của Vũ Văn Thái, Vũ Đế đã thành lập lục bộ giúp việc triều chính.

## Tiêu diệt Bắc Tề, thống nhất miền Bắc
Mùa hè năm 576, Vũ Đế bố trí chiến lược chinh phục Bắc Tề: sử dụng mấy đạo quân tiến đánh cùng một lúc làm rối loạn hướng phòng thủ của Bắc Tề. Trong khi quân chủ lực thì đánh vào Hà Nam rồi đóng yên một chỗ đợi quân chủ lực Bắc Tề kéo đến chỉ trong một trận đánh sẽ tiêu diệt quân chủ lực của Bắc Tề, sẵn sàng tảo thanh trên phạm vi nước Tề.
Ngay trong năm đó, Vũ Đế đã thực hiện kế hoạch nói trên, chia 4 cánh quân theo đường thủy bộ đánh vào Bắc Tề, giành được thắng lợi liên tiếp, nhưng khi quân chủ lực Bắc Tề kéo đến Hà Nam chuẩn bị giao chiến thì Vũ Đế bị bệnh nặng phải rút quân, bỏ lại hơn 30 thành trì vừa chiếm được.
Qua năm sau, Chu Vũ Đế lại mở cuộc tấn công lần thứ hai. Mục tiêu chủ yếu của cuộc tấn công này là Bình Dương (Lâm Phần, Sơn Tây). Sau khi quân Chu vượt qua Hoàng Hà chỉ trong 9 ngày đã đánh chiếm Bình Dương. Chu Vũ Đế chỉ để lại 1 vạn tinh binh do danh tướng Lương Sĩ Ngạn trấn thủ, còn bản thân thì rút về Quan Trung.
Tề Hậu Chủ phải một tháng sau mới huy động được đại quân kéo tới bao vây Bình Dương, tấn công liên tục trong 1 tháng mà vẫn không hạ được ngôi thành cô lập này. Sau khi Chu Vũ Đế trở về Trường An ở lại chỉ 1 hôm lập tức kéo 8 vạn tinh binh quay trở lại chiến trường để cứu viện cho Bình Dương. Đôi bên giao tranh gần Bình Dương. Tề Hậu Chủ chỉ huy tác chiến rất liều lĩnh không kể gì quân sĩ đang mệt mỏi, vừa trông thấy đối phương là mở cuộc tấn công ngay. Nhưng khi cuộc chiến đấu thất lợi thì lại hốt hoảng dẫn mấy chục thân tín bỏ chạy ra khỏi khu vực chiến trường làm cho toàn quân bị tiêu diệt. Chu Vũ Đế xuống lệnh cho các tướng xua quân truy kích. Tề Hậu Chủ chạy đến Tấn Dương (nay là Thái Nguyên, Sơn Tây) cũng không có ý định chỉnh đốn quân đội để tác chiến mà lại bỏ chạy đến Nghiệp Thành.
Trước sự truy kích quyết liệt của quân Bắc Chu, các tướng sĩ Bắc Tề đều mất hết tinh thần chiến đấu mạnh ai nấy chạy. Thành Tấn Dương chỉ giữ được 2 hôm thì bị đánh chiếm. Chu Vũ Đế kéo quân đến thẳng Nghiệp Thành. Tề Hậu Chủ đưa con trai 8 tuổi lên ngôi (Ấu Chủ) và tiếp tục chạy về hướng đông. Chu Vũ Đế vẫn cho quân truy kích, một số thành viên hoàng gia Bắc Tề bỏ chạy lên phía bắc để nhờ sự che chở của người Đột Quyết và tiến hành quấy rối biên cương, còn một bộ phận khác thì bị quân Bắc Chu bắt sống. Mùa xuân năm 577, Vũ Đế tiến quân vào kinh đô Nghiệp Thành của Bắc Tề, sau đó bắt được Hậu Chủ Cao Vĩ, phong cho Cao Vĩ làm Văn công. Các lực lượng của Bắc Tề còn sót lại sau đó bị đánh bại, toàn bộ lãnh thổ Bắc Tề thuộc về Bắc Chu. Nhà Bắc Chu chỉ mất có 4 tháng để tiêu diệt Bắc Tề.
Mùa xuân năm 577, Vũ Đế dẫn quân khải hoàn trở về Trường An, đem theo các quý tộc Bắc Tề, đến mùa đông năm đó, các thành viên hoàng tộc Bắc Tề bị bắt phải tự tử. Sau khi thống nhất miền Bắc, nhà Bắc Chu có tổng cộng 211 châu, 508 quận, 1.124 huyện.
Nhà Nam Trần lợi dụng cơ hội Bắc Tề diệt vong liền phái tướng Ngô Minh Triệt mở cuộc tấn công vào Bành Thành (nay là Từ Châu, Giang Tô) một thành quan trọng trên biên giới Trần và Bắc Tề. Vũ Đế phái tướng Vương Quỹ giải vây Bành Thành và mùa xuân năm 578, Ngô Minh Triệt bị quân Bắc Chu bắt.
Mùa hè năm 578, Vũ Đế cho mở hai chiến dịch quân sự ở cả phía nam và phía bắc chống nhà Trần và Đột Quyết.
Tuy nhiên Bắc Chu Vũ Đế bất ngờ ốm nặng nên cuộc tấn công vào Đột Quyết bị ngưng lại. Vũ Đế ủy thác các việc triều chính cho Vũ Văn Hiếu Bá và mất ở tuổi 36. Thái tử Vũ Văn Uân lên ngôi, tức là Bắc Chu Tuyên Đế.
Chu Tuyên Đế ham chơi và yểu mạng, vừa lên ngôi đã sát hại công thần Vương Quỹ, ban chết (tứ tử) Vũ Văn Hiếu Bá, không giữ được cơ nghiệp do ông để lại, chỉ 3 năm sau, Bắc Chu mất về tay Tùy Văn Đế Dương Kiên (581).

## Diệt Phật
Bắc Chu Vũ Đế Vũ Văn Ung là một ông vua rất trọng Nho. Theo "Quảng Hoằng minh tập" quyển 7 "Tự liệt đại vương thần trệ cảm giải" ghi: "Năm Thiên Hoà thứ 2 (567) Thục quận công Vệ Nguyên Cao dâng thư, nói: "Trị nước không do Phật, Thời Đường Ngu không có Phật mà nước Yên, Tề, Lương có chùa chiền mà nước loạn". Ý kiến của ông đã được Chu Vũ Đế nghe theo .
Đạo sĩ Trương Khách cũng dâng thư xin diệt trừ Phật giáo. Vì thế, Chu Vũ Đế triệu tập quần thần và các tăng ni, đạo sĩ, thảo luận về những điểm xấu tốt của ba tôn giáo, muốn hạ thấp địa vị của Phật giáo, coi Nho giáo là thứ nhất, Đạo giáo là thứ hai, Phật giáo là cuối cùng. Vì thế, Đại Trủng tể Vũ Văn Hộ, người tin tưởng Phật giáo một cách thành kính không đồng tình, lại dâng thư, nói Đạo giáo, vì thế, tuy đã được thảo luận rất nhiều nhưng vị trí của ba tôn giáo vẫn chưa được xác định. Năm Kiến Đức nguyên niên (572) Chu Vũ Đế giết Vũ Văn Hộ, trực tiếp nắm đại quyền. Tháng 12 năm sau, lại triệu tập quần thần, đạo sĩ, tăng ni tiến hành tranh luận, định vị trí Nho giáo là thứ nhất, sau đến Đạo giáo, rồi Phật giáo. Vì thế, các danh tăng, tăng mãnh, tĩnh ải đạo tích ra sức phản kháng, đề nghị huỷ bỏ, tố cáo Đạo giáo khiến cho việc xác lập địa vị chưa thể thực hiện được. Tháng 5 năm Kiến Đức thứ 3 (574), Chu Vũ Đế lại một lần nữa triệu tập đại thần danh tăng, đạo sĩ tiến hành tranh luận. Lần này, hai tôn giáo Phật và Đạo tranh đấu vô cùng quyết liệt. Theo "Độc cao tăng truyền. Trí Huyễn truyền" ghi lại, Trí Huyễn trong cuộc tranh cãi đã đập thẳng đạo sĩ Trương Khách, Chu Vũ Đế ủng hộ Đạo giáo, coi Phật giáo là không tịnh, Trí Huyễn đã đáp lại: "Đạo giáo mới thật là không tịnh!"
Lần này, Vũ Đế chỉ muốn bãi bỏ Phật giáo do đã mê tín những phương thuật và đạo nghĩa hão huyền của Đạo giáo, thấy bọn Chân Loan, Trí Huyễn phản đối kịch liệt nên hạ chiếu "bỏ hai tôn giáo Đạo, Phật, huỷ bỏ kinh tượng, bãi sa môn (tức tăng ni), đạo sĩ, lệnh cho về thành dân thường". Sau khi chiếu lệnh được ban bố lập tức được thực hiện. Bỏ Phật đốt kinh, đuổi sư, phá chùa, ... tất cả chùa chiền đều thành nhà ở, sư tăng đều phải mặc áo trắng."
Năm Kiến Đức thứ 6 (577), sau khi diệt Bắc Tề, Chu Vũ Đế nhiều lần mời các danh tăng đến cung điện mới ở Nghiệp Thành để giải thích nguyên nhân và ý nghĩa việc coi trọng Nho giáo và Phật giáo, đến dự có đến 500 tăng ni, tất cả đều im lặng không nói lời nào, chỉ có Tuệ Viễn thể hiện thái độ phản đối, nhắc đến địa ngục để răn . Các tín đồ Phật giáo cũng dâng thư phản đối việc diệt Phật, lấy nhân quả báo ứng để nhắc nhở. Chu Vũ Đế biểu thị thái độ không tin Phật. Cuối cùng, ông quyết định diệt Phật ở những vùng thuộc nước Tề, chùa chiền đều bị huỷ bỏ, vì thế, Phật giáo ở phía bắc Trung Quốc hoàn toàn bị cấm...
Lần diệt Phật này của Chu Vũ Đế tương đối dễ. Theo "Phòng lục" quyển 11 ghi: lúc đó, các chùa đã xây dựng hàng trăm năm ở khắp nơi đều bị phá huỷ, kinh điển đều bị đốt. Chùa miếu ở 8 châu có đến hơn 40 nghìn, tất cả đều thành nhà ở của các vương công tăng ni có đến hơn 300 vạn đều thành quân dân về sống với gia đình. Sau khi Bắc Chu Võ Đế Vũ Văn Ung chấp chính, đã hạ chiếu lệnh: "Diệt hai giáo Phật, Đạo, kinh và tượng đều tiêu hủy, bãi bỏ sa môn (tăng ni), đạo sỹ, đồng thời lệnh hoàn tục". Cứ nơi nào chiếu lệnh đến, tượng Phật bị nung chảy, kinh thư bị đốt cháy, Phật tháp bị phá hoại, chùa chiền biến thành nhà ở tục gia, tăng ni đều bị hoàn tục làm dân.
Tháng 6 năm sau chinh phạt Đột Quyết, khi đại quân tề tựu đầy đủ, Võ Đế mắc căn bệnh lạ, toàn thân nát rữa mà chết, khi đó tuổi mới 36.
Năm 581 Dương Kiên phế Bắc Chu xây dựng nhà Tùy. Sau khi nhà Tùy hoàn thành đại nghiệp thống nhất thiên hạ, kế thừa các biện pháp hưng Phật, lễ Phật, kính Phật thời Nam Bắc triều, lại dốc sức hoằng dương Phật pháp, khiến cho Phật giáo đang ở thời suy vi sau khi Chu Võ Đế diệt Phật nay lại trở nên hưng thịnh, đồng thời tạo tiền đề cho Phật giáo bước vào thời đại hoàng kim thịnh truyền vào đời Đường.
Năm Khai Hoàng thứ 11 triều Tùy, Đại phủ tự thừa Triệu Văn Xương đột nhiên bạo bệnh chết, duy còn trái tim vẫn ấm. Người nhà không dám liệm, sau đó ông lại sống lại, nói:
"Ta khi mới chết, có người dẫn ta đến chỗ Diêm La Vương. Diêm Vương hỏi ta: 'Ngươi từ khi sinh đến giờ, đã làm những việc phúc gì?'. Ta trả lời rằng: 'Con gia cảnh bần cùng, không có năng lực tạo dựng công đức. Chỉ có mỗi ngày chăm chỉ niệm kinh Phật'. Diêm Vương nghe mấy lời này, chắp tay cúi đầu, khen ngợi rằng: 'Rất tốt'. Diêm Vương liền sai người dẫn ta về nhà, lệnh cho ta đi ra ở cổng Nam.
Đến cổng ta thấy Võ Đế ở trong phòng phía bên cổng, bị khóa 3 lớp khóa. Ông ấy nói với ta rằng: 'Ông là người nước ta, tạm thời đến đây, ta muốn nói chuyện với ông'. Ta lập tức bái kiến. Võ Đế nói: 'Ông có nhận ra ta không?'. Ta nói rằng: 'Thần trước đây là thị vệ của bệ hạ'. Võ Đế bèn nói: 'Ông là bề tôi xưa của ta, bây giờ về nhà, hãy thay ta nói với Tùy Hoàng Đế rằng, bao nhiêu tội lỗi của ta đều có thể biện giải minh bạch được, duy chỉ có tội diệt Phật pháp là quá nặng, không được xá tội, mong Tùy Đế gây dựng chút công đức cho ta. Hy vọng thông qua các việc thiện này chuộc lỗi, khiến ta được ra khỏi địa ngục'.
Ta tiếp nhận lời ủy thác rồi đi. Đến khi ra khỏi cổng Nam, nhìn thấy trong hố phân lớn có tóc của một người nổi lên trên, bèn hỏi người dẫn đường. Người dẫn đường nói: 'Đây là đại tướng Bạch Khởi của nước Tần, bị cầm tù ở nơi này, tội ác vẫn chưa hết'".
Văn Xương về đến nhà thì sống lại, bèn đem những việc này tấu lên hoàng thượng Dương Kiên. Dương Kiên bè lệnh cho người trong thiên hạ xuất tiền theo nhân đinh để làm pháp sự siêu độ cho Chu Võ Đế. Cử hành đại tế lễ 3 ngày, đồng thời ghi chép lại những việc này, viết trong "Tùy thư".

## Gia quyến

### Hậu phi
- Vũ Thành hoàng hậu A Sử Na thị
- Lý Nga Tư: sinh Vũ Văn Uân, Vũ Văn Tán
- Khố Hãn cơ: sinh Vũ Văn Chí, Vũ Văn Duẫn
- Phùng cơ: sinh Vũ Văn Sung
- Tiết thế phụ: sinh Vũ Văn Đoái
- Trịnh cơ: sinh Vũ Văn Nguyên
- Trịnh thị: nguyên là phi thiếp Bắc Tề Nam Dương vương Cao Xước (高綽). Bắc Tề diệt vong, Vũ Đế sủng hạnh.

### Hậu duệ

#### Hoàng tử
1. Tuyên Đế Vũ Văn Uân (宇文贇)
2. Hán vương Vũ Văn Tán (宇文贊)
3. Tần vương Vũ Văn Chí (宇文贄)
4. Tào vương Vũ Văn Duẫn (宇文允)
5. Đạo vương Vũ Văn Sung (宇文充)
6. Thái vương Vũ Văn Đoái (宇文兌)
7. Kinh vương Vũ Văn Nguyên (宇文元)

Ngoại trừ Vũ Văn Uân là hoàng đế kế nhiệm, tức Bắc Chu Tuyên Đế, còn lại đều bị Tùy Văn Đế xử tử năm 581.

#### Công chúa
- Thanh Đô công chúa
- Nghĩa Dương trưởng công chúa: giá cấp Nghi Đồng Cầm Xương Bách
- Hoàng nữ: mất sớm

## Phim ảnh
| Năm  | Phim ảnh        | Diễn viên    | Nhân vật   |
| 2018 | Độc Cô thiên hạ | Ứng Hạo Minh | Vũ Văn Ung |